# Station Ostkreuz
Ostkreuz is een station van de S-Bahn van Berlijn, gelegen aan de rand van stadsdeel Friedrichshain. Het werd geopend in 1882 onder de naam Stralau-Rummelsburg en werd in 1933 hernoemd in Ostkreuz (Oostkruis). Net als station Westkreuz is het een kruisingsstation met twee niveaus: boven stoppen treinen over de Ringbahn, beneden treinen over de van oost naar west lopende Stadtbahn. 

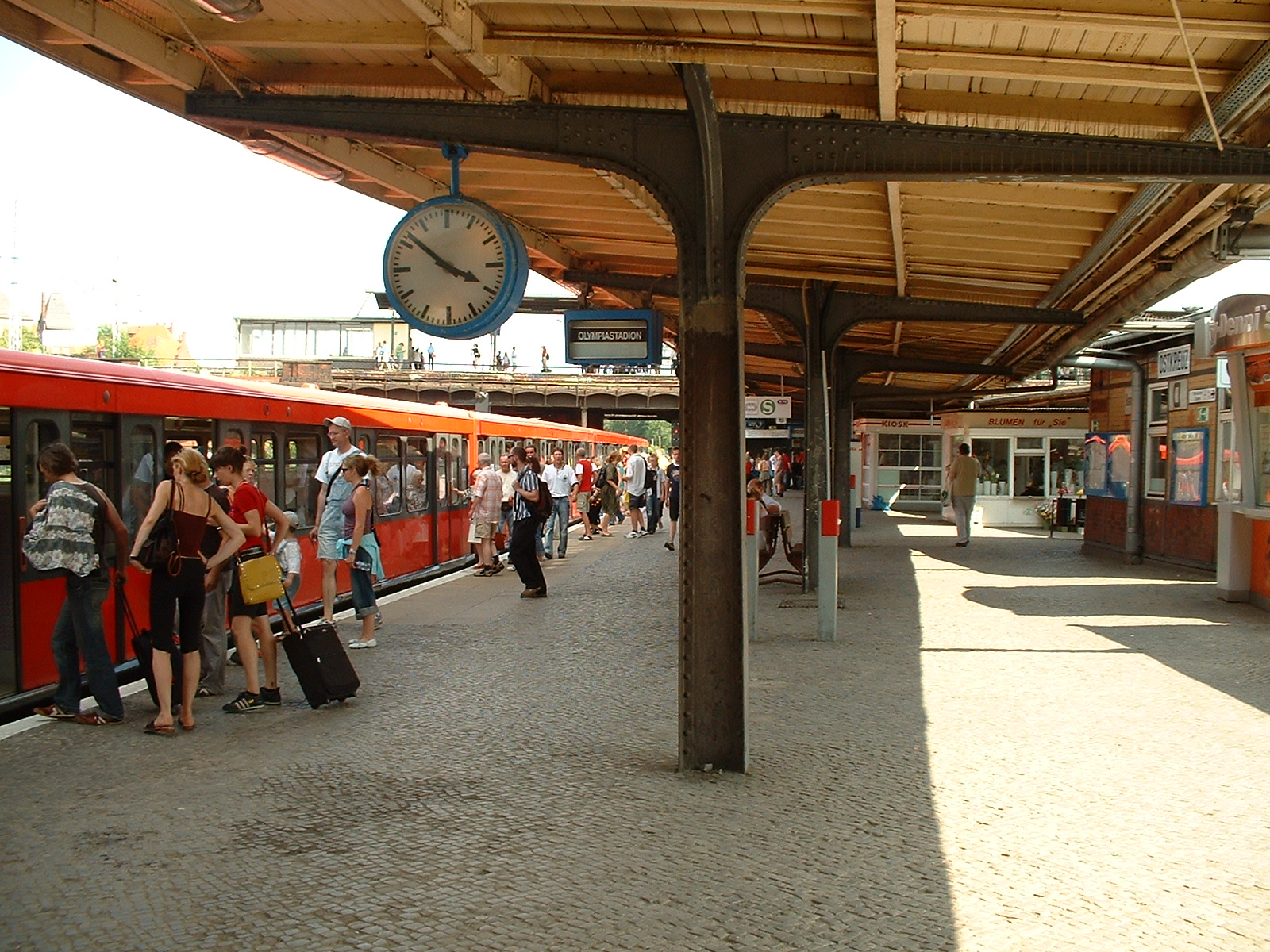
Station Ostkreuz in 2006